# The Final Frontier (album, Iron Maiden)
The Final Frontier (česky Nejzazší hranice) je patnácté album britské heavymetalové skupiny Iron Maiden. Tisková informace o vydání nového alba byla publikována 4. března 2010. Bylo vydáno v srpnu 2010 jako první album po dlouhé odmlce od posledního studiového alba A Matter of Life and Death.
Na podporu alba byla uspořádána série koncertů The Final Frontier World Tour. Severoamerická tour začala 9. června v Dallasu a byla ukončena 20. července ve Washingtonu, D.C. Odtud se skupina přesula do Evropy, kde byly na konci července a počátku srpna uspořádány koncerty ve větších státech; byly potvrzeny Spojené království, Německo, Švédsko, Norsko, Finsko, Itálie, Maďarsko a Belgie. V ostatních státech byly uspořádány koncerty až v roce 2011.

## Seznam skladeb
| Pořadí | Název                            | Autor                    | Délka |
| ------ | -------------------------------- | ------------------------ | ----- |
| 1.     | Satellite 15… The Final Frontier | Smith, Harris            | 8:48  |
| 2.     | El Dorado                        | Smith, Harris, Dickinson | 6:48  |
| 3.     | Mother Of Mercy                  | Smith, Harris            | 5:20  |
| 4.     | Coming Home                      | Smith, Harris, Dickinson | 5:52  |
| 5.     | The Alchemist                    | Gers, Harris, Dickinson  | 4:29  |
| 6.     | Isle Of Avalon                   | Smith, Harris            | 9:06  |
| 7.     | Starblind                        | Smith, Harris, Dickinson | 7:48  |
| 8.     | The Talisman                     | Gers, Harris             | 9:03  |
| 9.     | The Man Who Would Be King        | Murray, Harris           | 8:28  |
| 10.    | When the Wild Wind Blows         | Harris                   | 10:59 |

## Sestava
- Bruce Dickinson – zpěv
- Dave Murray – kytara
- Janick Gers – kytara
- Adrian Smith – kytara a vokály v pozadí
- Steve Harris – basová kytara a vokály v pozadí
- Nicko McBrain – bicí